# Drevning (byggteknik)
Drevning förekommer vid husbyggnad vid montering av fönster och dörrar i byggnader. Vid drevning av byggnadsdetaljer förekommer det drevremsor av mineralull, lin  eller cellulosafiber. Den tidigare drevningen vid byggande av knuttimrade hus, användes husmossa
(Hylocomium splendens) eller drevgarn av lin mellan varje stockvarv.